# Achmedbek Achmetschanow
Achmedbek Massaqbajuly Achmetschanow (kasachisch Ахмедбек Масақбайұлы Ахметжанов, russisch Ахмедбек Масакбаевич Ахметжанов/Achmedbek Massakbajewitsch Achmetschanow; * 8. Dezember 1966 in Saryusenski, Kasachische SSR) ist ein kasachischer Politiker.

## Leben
Achmedbek Achmetschanow wurde 1966 im Dorf Saryusenski im ehemaligen Gebiet Torghai geboren. Er erlangte 1991 einen Abschluss in Wirtschaftswissenschaften am Genossenschaftlichen Institut Karaganda. Im Jahr 2011 kam ein weiterer Abschluss an der Staatlichen Universität Qostanai hinzu.
Seine berufliche Laufbahn begann er als Mitarbeiter eines Betriebes, bevor er zwischen 1984 und 1987 den Wehrdienst in der sowjetischen Armee leistete. Danach arbeitete er erneut in Unternehmen, diesmal auch in leitenden Positionen. Von März 1998 bis Januar 1999 war er Inspektor im Büro des Steuerpolizeikomitees des Gebiets Qostanai und von Januar 1999 bis April 2001 war er Vorsitzender des Steuerkomitees des Kreises Äulieköl. Zwischen April 2001 und März 2007 war er Vorsitzender des Steuerkomitees des Kreises Qostanai. Im März 2007 wurde er zum Äkim des Kreises Taran ernannt und am 24. September 2010 wurde er Äkim des Kreises Qostanai. Am 18. Juni 2014 wurde er zum Äkim (Bürgermeister) der Stadt Qostanai ernannt.
Am 8. September 2015 trat Achmetschanow als Bürgermeister von Qostanai zurück. Am selben Tag wurde er festgenommen. Ihm wurde Amtsmissbrauch und die Annahme von Bestechungsgeld in Höhe von rund 84 Millionen Tenge vorgeworfen. Am 11. April 2016 wurde er wegen mehrfacher Bestechlichkeit zu 13 Jahren Haft verurteilt. Im Juni 2017 wurde die Strafe nach Überprüfung durch den Obersten Gerichtshof Kasachstans auf fünf Jahre und acht Monate verkürzt.